# Tony Cascio
Anthony 'Tony' Cascio (Gilbert, 28 maart 1990) is een Amerikaans voetballer die bij voorkeur als aanvallende middenvelder of als aanvaller speelt. Hij verruilde in 2015 Colorado Rapids voor Orlando City.

## Clubcarrière
Cascio werd in de MLS SuperDraft 2012 als veertiende gekozen door Colorado Rapids. Hij maakte zijn debuut voor de club op 10 maart 2012 tegen Columbus Crew. Hij scoorde op 18 maart 2012 zijn eerste professionele doelpunt tegen Philadelphia Union. Cascio trainde in 2012 van 3 tot en met 12 december mee met het Engelse Derby County. Hij scoorde een doelpunt voor Derby County in een vriendschappelijke wedstrijd tegen Notts County, die Derby uiteindelijk met 2-0 zou winnen.
Op 21 januari 2014 werd Cascio uitgeleend aan Houston Dynamo. Daarmee werd hij de eerste speler in de Major League Soccer ooit die uitgeleend werd aan een andere club binnen de MLS. Een blessure limiteerde Cascio tot zes competitiewedstrijden voor Houston Dynamo. Cascio werd aan het einde van het seizoen in 2014 gekozen door Orlando City, in de tweede ronde van de Expansion Draft.